# Viiala kyrkoby
Viiala kyrkoby (finska: Viialan kirkonkylä) är en tätort (finska: taajama) i Ackas stad (kommun) i landskapet Birkaland i Finland. Fram till 2007 var Viiala kyrkoby centralorten för kommunen med samma namn. Vid tätortsavgränsningen den 31 december 2021 hade Viiala kyrkoby 5 021 invånare och omfattade en landareal av 11,60 kvadratkilometer.
I orten ligger Viiala kyrka.